# Дејан Зарубица
Дејан Зарубица (Никшић, 11. април 1993) црногорски је професионални фудбалер. Игра на позицији нападача, а тренутно наступа за Балкани.